# Paweł Śmietanka
Paweł Śmietanka (ur. 27 grudnia 1969 w Warszawie) – polski operator filmowy, autor opracowań graficznych oraz efektów specjalnych.
Absolwent Realizacji obrazu na Wydziale Radia i Telewizji Uniwersytetu Śląskiego w Katowicach. Wielokrotnie nagradzany za zdjęcia do filmu Zmruż oczy: m.in. Nagroda za zdjęcia na Festiwalu Polskich Filmów Fabularnych w Gdyni w 2003.

## Filmografia
jako autor zdjęć:
- Zmruż oczy (2003)
- Krótka histeria czasu (2005)

jako autor opracowań graficznych:
- Egzekutor (1999)
- Sezon na leszcza (2000)
- Stacja (2001)

jako autor efektów specjalnych:
- Operacja „Koza” (1999)
- Tryumf Pana Kleksa (2001)

## Nagrody i nominacje
- 2003 – Nagroda specjalna za zdjęcia do filmu Zmruż oczy na Międzynarodowym Festiwalu Sztuki Autorów Zdjęć Filmowych "Plus Camerimage"
- 2003 – Nagroda za zdjęcia do filmu Zmruż oczy na Festiwalu Polskich Filmów Fabularnych w Gdyni
- 2003 – Nagroda za zdjęcia do filmu Zmruż oczy na Ogólnopolskim Festiwalu Sztuki Filmowej "Prowincjonalia" we Wrześni
- 2004 – Nagroda im. Andrzeja Munka przyznawana przez PWSFTviT w Łodzi za zdjęcia do filmu Zmruż oczy
- 2004 – nominacja do Polskiej Nagrody Filmowej, Orzeł za zdjęcia do filmu Zmruż oczy